# Jardin des disparus
Le Jardin des disparus est un lieu de mémoire pour les personnes victimes de disparition forcée dans le monde. Il est inauguré en 2000 en face du cycle de la Golette à Meyrin dans le parc de la Golette.

## Contexte
De 1982 à 1992, des manifestations se tiennent pour les disparus victimes de la dictature en Argentine à l'avenue Chantepoulet les derniers jeudis du mois, qui prennent la forme de rondes silencieuses par des femmes arborant des foulards blancs (mères de la place de mai).

En novembre 1999, l'association Memoria Viva fondée et présidée par Teresa Maschiatti lance l'idée d'un Jardin des Disparus à la mémoires des victimes de disparitions forcées, en élargissant à toutes les personnes disparues du monde. Teresa Meschiatti (avec Graciela Geuna) était dans le camp de la Perla (voir Centre clandestin de détention#Province de Córdoba : La Perla et le centre du D-2). Teresa Maschiatti retourne en Argentine par la suite,,. 

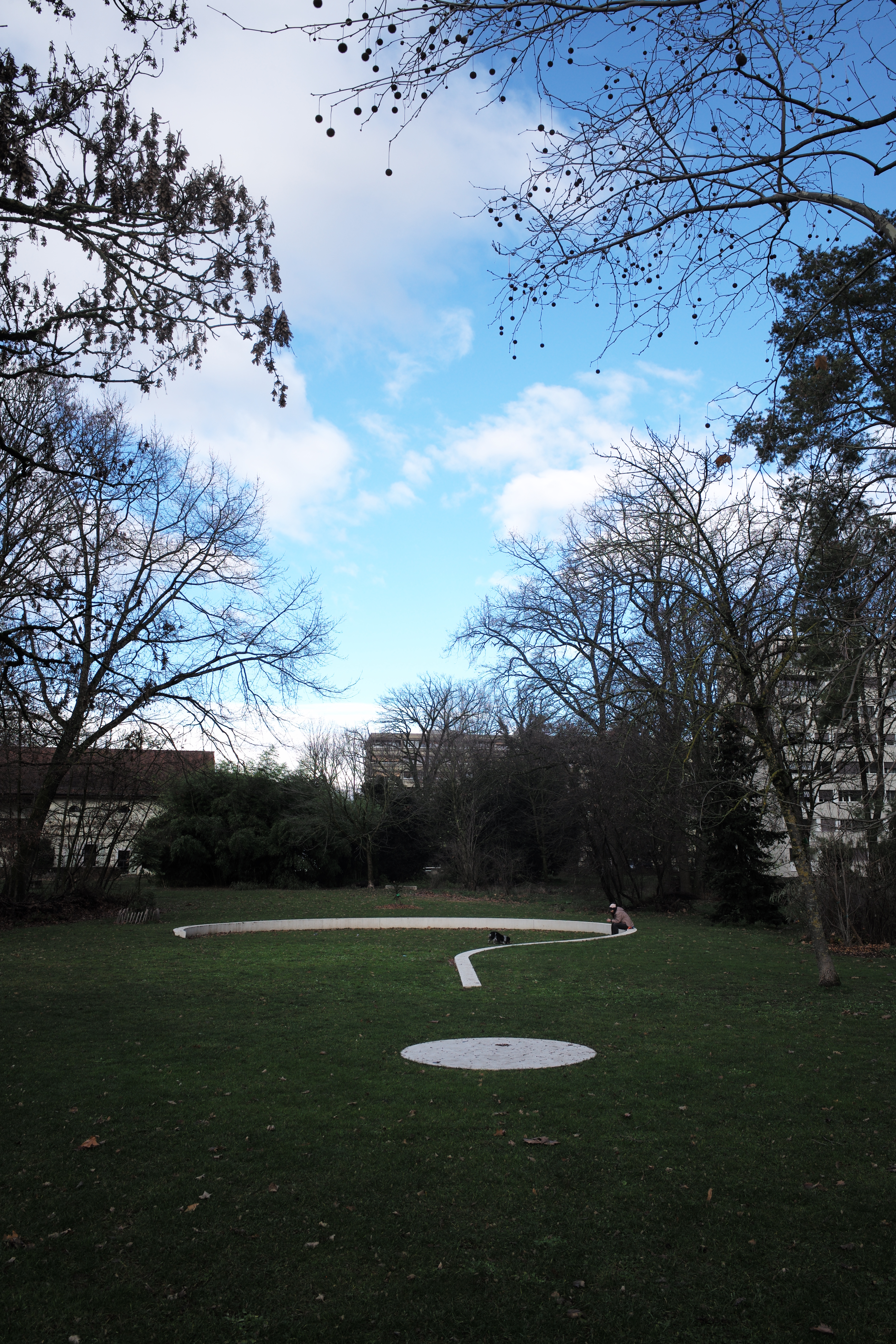
Point d interrogation-sculpture d'Anne Blanchet

Le 7 octobre 2000, l'association Jardin des disparus est inaugurée au parc de la Golette, avec le soutien de la commune de Meyrin un espace dédié à la mémoire des personnes victimes de disparitions forcées dans le monde, quelle que soit leur origine ou leur religion. Pour l'inauguration la rwandaise Émilienne Mukarusagara prononce un discours sur la difficulté de ne pas connaitre le destin des proches disparus et la banalisation  du mal. Selon Catherine Haus présidente de l'association Jardin des Disparus, le lieu sert de lieu de recueillement pour les proches des personnes disparues qui ne peuvent se rendre dans un cimetière mais aussi de lieu de revendication pour continuer d'exiger la vérité sur le sort de ces personnes. A Meyrin avec ses 140 nationalités, beaucoup de personnes étaient touchées par la disparition forcée de proches originaire d'Afrique, des Balkans ou d'Amérique latine, qui souhaitaient avoir un lieu de recueillement et de revendications.
Une stèle commémorative dessinée par Jenny Bettancourt est installée en 2000 et complétée plus tard par une sculpture d'Anne Blanchet, intitulée Point d'interrogation,.

## Historique
Pour le neuvième anniversaire du Jardin des disparus, le film documentaire Tierra de Nadie de Pascal Baumgartner, réalisateur. Le réalisateur suit Jenny Bettancourt pendant un voyage au Chili à la recherche de son frère disparu à Punta Arenas, au Chili. Pascal Baumgartner a rencontré Jenny Bettancourt en 2003 au Jardin des disparus, alors qu'il tournait un film sur les disparitions forcées pour le CICR, film qui met en avant le Jardin des disparus. Le projet d'un film suivant les recherches de proches de victimes au Rwanda, au Kosovo et au Chili est discuté avec l'association du Jardin des disparus, mais c'est le périple de Jenny Betancourt qui est finalement retenu.
Pour le 18e anniversaire du Jardin des disparus, le thème des bébés volés de la dictature franquiste est mis en avant.
En 2020, pour les 20 années d'existence du jardin, le film Le Jardin des disparus de Pascal Baumgartner est présenté au FIFDH. Arta Kryeziu, Marta Suarez, Jenny Bettancourt, Catherine Haus et Pierre Alain Tschudi sont interviewés dans le film,. Marisa Cornejo, artiste et plasticienne chilienne a collaboré avec Pascal Baumgartner pour ce film.

## Personnalités liées
Antonio Hodgers est un fils de disparu : son père a été assassiné par la junte militaire en Argentine. Sa mère Sylvia Hodgers est une danseuse du ballet Béjart et a rejoint la révolution. Antonio Hodgers a écrit avec son ex femme Sophie Balbo un livre sur la vie de sa mère avec préface de Pierre-Alain Tschudi,,.
Deux rescapées du camp de l'ESMA (Escuela de Mecánica de la Armada), Sara Osatinsky (4 enfants tués et son mari Marcos Osatinsky) et Ana Maria Marti. Sara Osatinsky est enterrée au cimetière juif à Veyrier.

## Hommage aux personnes disparues
Le 25  février 1999, une proposition de motion demande de nommer un auditoire de l'universitaire de Genève Alexei Jaccard. Étudiant helvético-chilien à l'université de Genève, il est enlevé en 1977 en Argentine et livré à des agents de la DINA, les services secrets chilien puis emprisonné à la caserne Simon Bolivar au Chili et disparait par la suite le 17 mai 1977. C'est l'Auditoire MR380 qui prend le nom d'Alexei Jaccard à Uni Mail.